# Six Ways
Six Ways è un album degli Oliver Onions pubblicato nel 1979 dalla Kangaroo e distribuito in Italia dalla RCA Italiana.

## Descrizione
L'album contiene alcuni dei brani pubblicati su 45 giri tra il 1978 ed il 1979 come I don't mind about tomorrow, colonna sonora del film Formula 1 - Febbre della velocità, Bulldozer per la colonna sonora del film Lo chiamavano Bulldozer, The man on the boat e Six ways/Happiness, singoli per il mercato tedesco e Emily, pubblicato come b side per il mercato spagnolo.
Nel disco sono inclusi anche quattro brani inediti: Italian girl, Seasons, What i'll do e Music on my mind.
Il disco è stato pubblicato in Italia, Colombia, Venezuela ed Olanda con il titolo Six Ways. Per il mercato italiano è uscito in un'unica edizione in LP su etichetta Kangaroo, distribuito dalla RCA Italiana con numero di catalogo KTRL 13901.
In Germania ed in Messico l'album è stato distribuito con il titolo Bulldozer, omettendo i brani Happyness e Six Ways, in favore di Down in the country, un ulteriore brano inedito, e Just a good boy, b side del singolo Bulldozer. In Germania ed Olanda il vinile è stato distribuito in due edizioni, la prima con la stessa copertina delle edizioni internazionali, la seconda indicata come colonna sonora ufficiale con un artwork differente, che vedeva in copertina una foto di Bud Spencer, la stessa della locandina ufficiale del film.
Con questo titolo è stato distribuito nuovamente in Olanda e Venezuela e, con la stessa tracklist, è stato distribuito anche in Spagna con il titolo Oliver Onions.
L'album non è mai stato pubblicato in CD, come download digitale e sulle piattaforme streaming, seppure molti dei suoi brani siano stati inclusi in alcune compilation.

## Formazione
- Guido e Maurizio De Angelis – voce, arrangiamenti, autori delle musiche
- Ruggero Cini – arrangiamenti
- Cesare De Natale – produttore, autore dei testi, cori
- Douglas Meakin – cori
- Baba Yaga – cori

## TracceSix Ways
1. Six ways
2. Emily
3. I don't mind about tomorrow
4. Bulldozer
5. The man on the boat
6. Italian girl
7. Seasons
8. Happiness
9. What i'll do
10. Music on my mind

## TracceBulldozer
1. Bulldozer
2. Emily
3. I don't mind about tomorrow
4. Down in the country
5. The man on the boat
6. Italian girl
7. Just a good boy
8. Seasons
9. What i'll do
10. Music on my mind